# USS John S. McCain (DDG-56)
USS John S. McCain (DDG-56) — amerykański niszczyciel rakietowy typu Arleigh Burke, wchodzący w skład VII Floty Stanów Zjednoczonych na Pacyfiku.

## Patroni
Okręt został nazwany po admirałach US Navy McCain Juniorze i McCain Seniorze. John S. McCain Jr. dowodził okrętami podwodnymi USS "Gunnel" i "Dentuda" w czasie II wojny światowej. Następnie zajmował wiele stanowisk sztabowych z których najwyższym było dowództwo (ang. Commander-in-Chief) United States Pacific Command zanim odszedł na emeryturę w 1972. John S. McCain Sr. był dowódcą lotniskowca "Ranger" (CV-4) i dowodził Fast Carrier Task Force pod koniec II wojny światowej. Są oni odpowiednio ojcem i dziadkiem Johna McCaina III byłego komandora lotnictwa morskiego, senatora reprezentującego stan Arizona i republikańskiego kandydata na prezydenta USA w czasie wyborów w 2008. Ten ostatni został oficjalnie uczyniony trzecim patronem okrętu w czasie specjalnej ceremonii 12 lipca 2018.

## Służba
Stępkę okrętu położono 3 września 1991 w stoczni Bath Iron Works w Bath, Maine. Jednostkę zwodowano 26 września 1992, matką chrzestną była Cindy McCain, żona senatora McCaina. "John S. McCain" wszedł do służby 2 lipca 1994 w Bath Iron Works, były prezydent George H.W. Bush był głównym mówcą ceremonii.
16 lutego 2007 okręt został odznaczony nagrodą Battle "E" za rok 2006.
11 czerwca 2009 chiński okręt podwodny zderzył się z anteną sonaru holowanego niszczyciela. Okręty znajdowały się wtedy w pobliżu Subic Bay (Filipiny). Zderzenie spowodowało jedynie uszkodzenie anteny i zostało opisane jako "nieumyślne spotkanie" (ang. inadvertent encounter).
W kwietniu 2013 roku okręt został wysłany wraz z niszczycielem USS „Decatur” (DDG-73) w okolice Półwyspu Koreańskiego w związku z nasilającym się w regionie kryzysem.
Okręt obecnie wchodzi w skład amerykańskiej 7 Floty i bazuje w United States Fleet Activities Yokosuka.
21 sierpnia 2017 doszło do kolizji z liberyjskim tankowcem w wyniku tego zdarzenia zginęło dziesięciu marynarzy, a pięciu zostało rannych. 

## Galeria

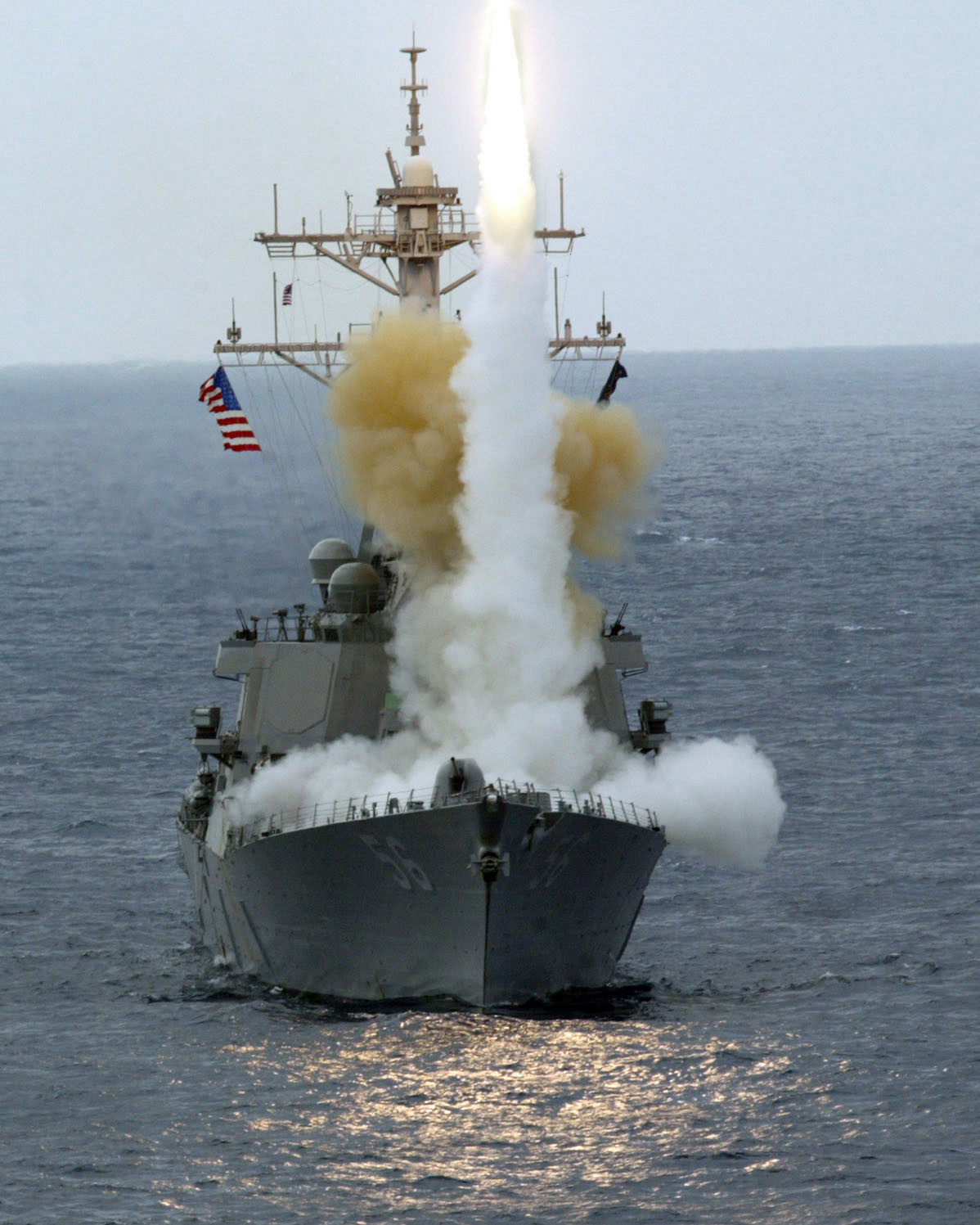
"McCain" odpala rakietę – 6 lutego 2004
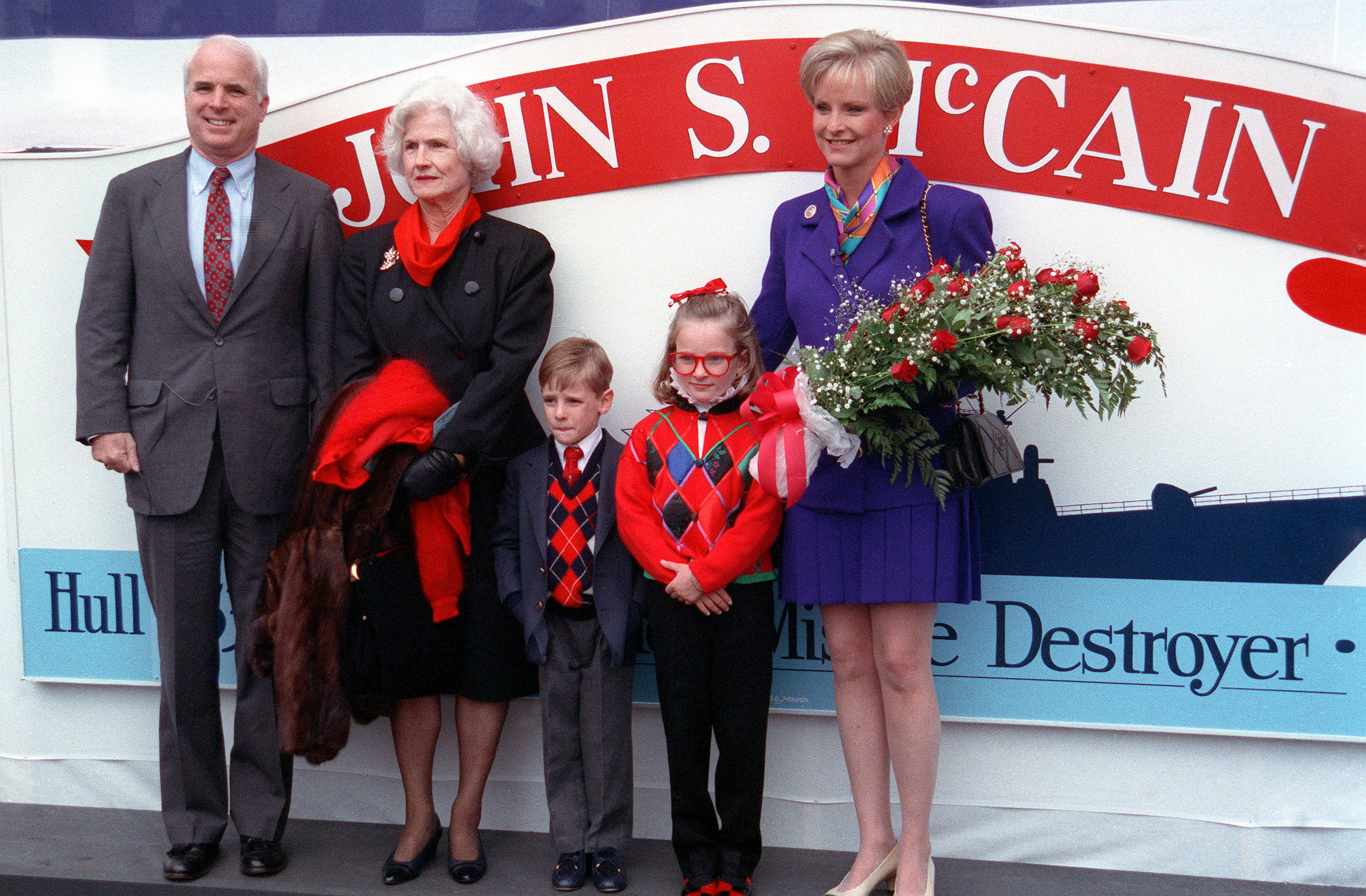
Rodzina McCain w trakcie wodowania okrętu – 26 września 1992